# Costacosa
Costacosa Framenau & Leung, 2013 è un genere di ragni appartenente alla famiglia Lycosidae.

## Distribuzione
Le 2 specie note di questo genere sono state reperite nell'Australia occidentale.

## Tassonomia
Le caratteristiche di questo genere sono state determinate a seguito dell'analisi degli esemplari tipo di Costacosa torbjorni Framenau & Leung, 2013.
Non è stato possibile identificare gli esemplari descritti dall'aracnologo McKay nel 1979 nelle collezioni esaminate, nonostante l'accurata e similare descrizione fornita nel lavoro di McKay.
Non sono stati esaminati esemplari di questo genere dal 2013.
Attualmente, a dicembre 2016, si compone di 2 specie:
- Costacosa dondalei Framenau & Leung, 2013 — Australia occidentale
- Costacosa torbjorni Framenau & Leung, 2013[2] — Australia occidentale